# Бегун, Владимир Яковлевич
Влади́мир Я́ковлевич Бегу́н (1 января 1929, Саки, Молодечненский район — 19 июня 1989) — минский журналист, публицист, занимался антисионистской и антисемитской пропагандой. Член Союза журналистов СССР.

## Биография
Родился в крестьянской семье. Мать и двух его сестёр во время войны расстреляли нацисты. Сам Владимир присоединился к партизанам. После войны окончил Минскую высшую партийную школу. Работал в редакциях белорусских районных и областных газет, «Советской Белоруссии», «Голасе Радзімы», а также на Белорусском радио.
Владимир Бегун активно принимал участие в работе по раскрытию в печати и в научных работах «пятой колонны» и «агентов влияния» из числа «сионистов» и «клерикалов». Работы Бегуна были посвящены в том числе идее еврейского заговора против коммунистических стран. Он утверждал, что сионизм является злейшим врагом коммунизма и действует как длинная рука западного империализма. Согласно Бегуну, сионистская опасность и идеология расового превосходства «избранного народа» заложены и легитимизированы иудаизмом и Торой.
Его первая работа «Сионизм и иудаизм: (материал в помощь лектору)» была издана пропагандистским обществом «Знание» в 1972 году сравнительно небольшим тиражом 1000 экземпляров. В книге он отождествлял еврейскую религию с враждебным сионизмом.
В 1974 году в издательстве «Беларусь» вышла его книга «Ползучая контрреволюция» тиражом в 25 000 экземпляров. Предисловие к ней написано партийным историком Алексеем Малашко. В этой работе Бегун развивал свои тезисы, что еврейская религия — порочная, аморальная и извращённая, обладает расистской сущностью и связана с сионизмом. Деятельность Бегуна была замечена и за границей. В следующем году его книга практически полностью была перепечатана в официальном издании лондонским институтом еврейских проблем Всемирного еврейского конгресса. Сам он так оценивал свою деятельность в письме, датированном 1984 годом: «В последние десять лет схлестнулся с „богоизбранными“. Уж эту-то „профессию“ больше не придется менять».
Бегун стал наиболее известным из числа второй генерации «антисионистского кружка». Он входил в самые высокие кабинеты чиновников. В своей деятельности он пользовался поддержкой руководителя Коммунистической партии Беларуси Петра Машерова, который, в частности, выделил Бегуну жильё в Минске. С конца 1960-х годов «Молодая гвардия» стала центральным издательством, в котором печатались труды известных антисионистских публицистов, включая В. Бегуна и Евгения Евсеева. Валерий Ганичев считал публикацию и распространение работ В. Бегуна и других «антисионистских» деятелей одну из своих главных задач как директора «Молодой гвардии».
Однако академические «антисионисты» не считали Бегуна своим. Против его «средневековых по форме и содержанию работ» выступили некоторые другие «сионологи», в том числе председатель Постоянной комиссии по координации научной критики сионизма при президиуме Академии наук СССР, академик Михаил Коростовцев. В ноябре 1975 года он направил секретарю ЦК КПСС Михаилу Суслову письмо, где осуждал выход в печати книги Бегуна «Ползучая контрреволюция». Он писал о книге: «Я называю ее неудачной, более того сугубо для нас вредной, потому что наряду с некоторыми правильными утверждениями она под флагом борьбы против сионизма проповедует откровенный антисемитизм». Однако заместитель заведующего отделом пропаганды ЦК КПСС Юрий Скляров в ответе на это письмо использовал заключение специалистов из отдела теории нации и национальных отношений Института марксизма-ленинизма, согласно которому книга Бегуна вполне вписывается в русло ленинской национальной политики. По этой причине критика Коростовцева была отвергнута.
В 1977 году Бегун защитил кандидатскую диссертацию по теме «Международный сионизм — идейно-политическое оружие антикоммунизма: критика идеологии и методов подрывной деятельности».
Бегун стал едва ли не главным советским «антисионистом». Тиражи его работ росли, его книгами были заполнены книжные магазины. Следующая написанная Бегуном книга «Вторжение без оружия» вышла в Москве в 1977 году. Только в 1978—1979 годах она была издана общим тиражом в 250 тысяч экземпляров. В последующие годы труды Бегуна переиздавались. Если раньше в советской пропаганде «сионистская» и «клерикальная» культура евреев на Западе противопоставлялась «народной социалистической культуре» советских евреев, то Бегун сделал следующий шаг — в книге «Вторжение без оружия» он заявляет, что «идея „еврейской культуры“ исходит не от советских евреев, а от иностранных подрывных антикоммунистических центров», другими словами, полностью отрицает существование какой-либо еврейской культуры.
В письме главному редактору журнала «Наш современник» 16 августа 1979 года Бегун не скрывал своего оппозиционного по отношению к власти настроя: «Нам нужна историческая правда. Мы хотим знать разрушителей России. И ничего не попишешь, что в их числе были не только русские, но и еврейские живодеры».
С 1979 года Бегун работал в Институте философии и права Академии наук БССР. В 1970—1980-е годы этот институт являлся главным генератором антисемитских настроений как в БССР, так и в СССР в целом. Здесь работал целый ряд деятелей-«антисионистов», которые вели антиеврейскую пропаганду.
В 1980-е сочинения Бегуна также издавались и переиздавались, не достигая масштаба «бестселлера» 1977 года, но всё же выходя крупными тиражами. «Рассказы о „детях вдовы“: [критический анализ франкомасонства]» имели тираж 30 000 экземпляров, последняя изданная работа автора, морализаторская ориентированная на молодежь книга «Свое и чужое: Очерки» — 45 000 экземпляров. Книги содержали объёмный набор клише о враждебном западном мире, частью которого всё ещё оставались евреи, то есть «сионисты». Из одного издания в другое эти клише автор переставлял местами, формируя таким образом новый «пример».
Однако Бегун стал новатором, первым из советских авторов выступив с оправданием еврейских погромов. Так, массовую резню Богданом Хмельницким евреев он рассматривал как проявление классовой борьбы украинских крестьян против засилья еврейских арендаторов. Он утверждал, что погромы были законной реакцией на эксплуатацию, которую осуществляли евреи, а осуждение погромов — реакционное проявление сионизма.
В ходе своей «борьбы с сионизмом» Бегун направлял докладные записки в ЦК КПБ, где, в частности, обращал внимание на созданную ещё революции решётку минских балконов, в узоре которой он усматривал звёзды Давида. Эти символы он смог разглядеть и на некоторых советских скульптурных изображениях.
Оппоненты писали на Бегуна письма в ЦК, его идеи критиковались в западных изданиях, однако он оставался «на плаву». Сторонники Бегуна объясняли это тем, что его «оппоненты не могли при этом опровергнуть фактологический и текстологический материал книг». Яков Басин вспоминал случай, когда ночью молодёжь разрисовала свастиками дорогу от квартиры Бегуна до ближайшей трамвайной остановки.
Бегун пытался бороться против памяти еврейского художника Марка Шагала. ЮНЕСКО приняла решение объявить 1987 годом Шагала, поскольку в этот год было столетие со дня его рождения. В Беларуси началось обсуждение создания музея знаменитого витебского художника. Обсуждение имело общественный резонанс, что вызвало негативную реакцию партийных деятелей. Представители Коммунистической партии Беларуси выступили с резкой критикой «шагаломании». В партийные и исполнительные органы поступали «письма рабочих», протестовавших против увековечения памяти и создания музея Шагала. Коллега Бегуна по институту Виктор Бовш выступил с осуждением «крикливой кампании в связи со 100-летием художника-модерниста Шагала» и против «навязывания советским людям фальшивых авторитетов».
Бегун был отправлен рабочей поездкой в Витебск, по итогам которой им была написана статья «Украденный фонарь гласности», вышедшая в первом номере «Политического собеседника», журнала ЦК Компартии Беларуси. С большим партийным пафосом Бегун осуждал «шагаломанию», которую ему удалось выявить в среде витебской интеллигенции, где «светофоры нравственности погасли совсем». Витебский художественно-практический институт, созданный и руководимый Шагалом, по утверждению Бегуна, «имел, согласно докладу рабоче-крестьянской инспекции, исключительно отрицательные стороны… В институте нашли прибежище дезертиры, спекулянты и прочие темные личности, получающие щедрые продовольственные пайки…». К числу «антисионистов», боровшихся с «шагаломанией» присоединились художник Михаил Савицкий, театровед Владимир Нефёд и партийный историк Алексей Малашко. Создание музея Шагала стало возможным только в 1991 году, после того, как партийная система прекратила существование.
В конце советского времени деятельность «антисионистов» стало возможным открыто критиковать. Алесь Адамович назвал Бегуна в числе деятелей, возводящих «барьер против перестройки». В 1987 году во всесоюзной газете «Советская культура» вышла статья «О подлинных ценностях и мнимых врагах» журналиста Андрея Черкизова, где автор назвал создателей версии существования «сионистско-масонского заговора в стране», в числе которых был Владимир Бегун. Публикации этих авторов Черкизов характеризовал как «антинаучные и по сути дезориентирующие читателя». Также он указал на связь этих персон с антисемитским обществом «Память», главными лекторами которого они были. В ответ Бегун и его соратники подали в суд на самого Черкизова и на газету. 5 октября 1987 года на судебном слушании было зачитано экспертное заключение Института США и Канады АН СССР, где помимо прочего, указывалось, что в семи случаях в публикациях Бегуна текст был заимствован из «Майн кампф» Адольфа Гитлера, с заменой слова «еврейский» на «сионистский». Суд вынес решение в пользу Черкизова.
Владимир Бегун умер 19 июня 1989 года на 61-м году жизни от инфаркта миокарда. Немногочисленные поклонники считают его смерть «внезапной и таинственной». Среди сторонников существует легенда, что «борец с сионизмом» был убит своими идеологическими оппонентами.
Коллеги умершего по антисионистской пропаганде Валерий Емельянов и Александр Романенко возлагали ответственность за его смерть на евреев. Александр Романенко утверждал, что Владимир «был убит опасным сионистским оружием… оружием политического террора, рассчитанного именно на убийство инфарктом миокарда. Это — особое оружие убийства. Убийцы формально-бюрократически-юридически ловко уклоняются от ответственности за убийство и именно в этом — особая опасность чудовищного преступления».
В новой Беларуси сочинения Бегуна востребованы лишь в маргинальной среде, а он сам стал персонажем анекдотов.

## Некоторые публикации
- Сионизм и иудаизм: (материал в помощь лектору). — Знание, 1972. — 1000 экз.
- Ползучая контрреволюция. — Минск: Беларусь, 1974. — 25 000 экз.
- Вторжение без оружия. — М., 1977. — 150 000 экз.; за 1978—1979 годы общий тираж в 250 000 экз.
- Рассказы о «детях вдовы»: [критический анализ франкомасонства] / Под редакцией Г. П. Давидюка. — Второе, дополненное издание. — Минск: Наука и техника, 1986. — 30 000 экз.
- Ярмарка предателей. — Минск: Беларусь, 1983.
- Свое и чужое: Очерки. — 45 000 экз.